# 洛特
洛特是德国北莱茵-威斯特法伦州的一个市镇。总面积37.65平方公里，总人口13972人，其中男性6912人，女性7060人（2011年12月31日），人口密度371人/平方公里。